# صاعد بن محمد الاستوائي
أبو العلاء صاعد بن محمد بن أحمد (بالفارسية: صاعد بن محمد) عماد الإسلام، فقيه حنفي، نسبته إلى استواء  وهي قرية بنيسابور. ولي قضاء نيسابور مدة، والقضاء بنيسابور إلى الساعة في أولاده والصاعدية بنيسابور ، وتوفي فيها وانتهت اليه رياسة الحنفية بخراسان في زمانه، له كتاب الاعتقاد.

## نسبه
‌صاعد ‌بن ‌محمد ‌بن ‌أحمد بن عبد الله أبو العلاء الإمام عماد الإسلام، أحد أفراد أئمة الدين، بهم يقتدى وبسيرتهم يهتدى.
قال ابن فندمه: ‌أبو ‌العلاء ‌صاعد ‌بن ‌محمد ‌بن ‌أحمد بن عبد الله الاستوائي النيسابوري (343- 432 هـ) ، قال عنه فصيح الخوافي: «انتهت إليه رئاسة الحنفيين بنيسابور».
قال ابن أبي الوفاء: كان عالماً صدوقاً، انتهت إليه رئاسة أصحاب أبي حنيفة بخراسان.
ولد بناحية أستوا، يوم الأحد بكرة لخمس بقين من شهر ربيع الأول، سنة ثلاث وأربعين وثلاثمائة.

## شيوخه
1. تأدب على أبيه أبى سعيد.
2. إختلف إلى أبي بكر محمد بن العباس الطبري الخوارزمي في الأدب فتخرج به.
3. درس الفقه على شيخ الاسلام أبي نصر ابن سهل القاضي مدة.
4. ثم جاء إلى القاضي أبي الهيثم عتبة بن خيثمة ولازمه حتى تقدم في الفقه.[5]
5. سمع من الطبقة الثانية بعد الأصم وأقرانه مثل أبي عمرو [إسماعيل] بن نجيد.
6. وبشر [بن أحمد] الاسفرايني.
7. وأبي عمرو ابن حمدان. وأبي محمد السمذي.
8. وأبي الحسن [علي بن عبد الرحمن] البكاي.
9. وسمع من مشايخ ما وراء النهر وأكثر الرواية.[9]

## تلاميذه
روى عنه:
1. الحسكاني.
2. وابن عبد الصمد البستنقاني.
3. وقاضي القضاة أبو نصر أحمد بن محمد بن صاعد.
4. وأبو بكر محمد بن يحيى بن إبراهيم.
5. وأبو سعيد مسعود بن ناصر.[9]

## حياته
قال أبو إسحاق الصريفيني: صاعد ‌بن ‌محمد، أحد أفراد أئمة الدين، بهم يقتدى وبسيرتهم يهتدى؛ برز على الاخوان فضلاً، وطرز نيسابور من جملة خراسان علماً وورعاً ونبلاً، وشاع ذكره في الآفاق، وكان إمام المسلمين على الاطلاق؛ وحج سنة خمس وسبعين وثلاثمائة، ولما ورد بغداد عوتب من دار الخلافة في أنه منع من اتخاذ صندوق في قبر هارون الرشيد في مشهد طوس، وطور للخليفة إن السبب في منع ذلك فتواه، وقبح صورة حاله. فاعتذر عن ذلك بأن قال: كنت مفتيا فأفتيت بما وافق الشرع والمصلحة، رعاية انه لو نصب الصندوق فانه يقلع منه لاستيلاء المتشيعة، ويصير ذلك سبب وقوع الفتنة والتعصب والاضطراب، ويؤدى ذلك إلى فساد المملكة؛ فارتضاه الخليفة ولم ينجع ما سبق من التخليط.
قال ابن الفوطي الشيباني: ذكره الامام أبو الحسن في تاريخ السياق وقال: أحد أفراد أئمة الدين الذين بهم يقتدى وبسيرتهم يهتدى قلده الأمير نوح (3) بن منصور الساماني قضاء نيسابور سنة سبع وسبعين وثلاثمائة ولما انتهت نوبة الولاية الى يمين الدولة محمود استعفى القاضي فولّى القاضي أبا الهيثم وكان فيه دعابة فعزله وأكره القاضي أبا العلاء على تقلد القضاء، فأنشأ فيه الأديب أبو سعد بن دوست: اليوم أعطي قوس الحكم باريها ... وصار أفضل نيسابور قاضيها. واستقر أمره في التدريس وكان مجلسه بحضرة الأئمة والعلماء.
قال الخطيب: وعزل عن قضاء نيسابور، وولى مكانه أبو الهيثم، وكان أحد شيوخه، فحدّثنى علىّ بن المحسّن التّنوخىّ، قال: لمّا عزل صاعد بن محمد، عن قضاء نيسابور، بأستاذه أبى الهيثم [عتبة] بن خيثمة، كتب إليه أبو بكر محمد بن موسى الخوارزمىّ هذين البيتين، أنشدناهما لنفسه:
وإذا لم يكن من الصّرف بدّ ... فليكن بالكبار لا بالصّغار
وإذا كانت المحاسن بعد الصّ ... رف محروسة فليس بعار
له كتاب سمّاه «الاعتقاد»، ذكر فيه عن عبد الملك ابن أبى الشّوارب، أنه أشار إلى قصرهم العتيق بالبصرة، وقال: قد خرج من هذه الدّار سبعون قاضيا على مذهب أبى حنيفة، كلّهم كانوا يرون إثبات القدر، وأنّ الله خالق الخير والشّرّ، ويروون ذلك عن أبى حنيفة، وأبى يوسف، ومحمد، وزفر، وأصحابهم.

## وفاته
توفي في ذي الحجة سنة إحدى وثلاثين وأربعمائة.
قال السمعاني: ومات بنيسابور في سنة اثنتين وثلاثين وأربعمائة.
وقال الإمام الذهبي: ومات في ذي الحجة سنة إحدى وثلاثين. وقيل: سنة اثنتين وثلاثين وأربع مائة.
قال ابن تغري بردي: وفيها أي (سنة اثنتين وثلاثين وأربع مائة ) توفّي القاضي ‌أبو ‌العلاء ‌صاعد ‌بن ‌محمد ‌بن ‌أحمد الفقيه الاستوائيّ الحنفيّ قاضي نيسابور وفقيههاً وعالمها، كان إماماً فقيهاً عالماً عفيفاً ورعاً كثير العلم، كان المعوّل على فتواه بنيسابور في زمانه. ومات في هذه السنة. قاله الذهبيّ رحمه الله.